# Songieu
Songieu is een plaats en voormalige gemeente in het Franse departement Ain in de regio Auvergne-Rhône-Alpes en telt 120 inwoners (2005).

## Geschiedenis
Tot maart 2015 viel de gemeente onder het kanton Champagne-en-Valromey. Op 22 maart van dat jaar werd het kanton opgeheven en werden de gemeenten opgenomen in het kanton Hauteville-Lompnes. Op 1 januari 2016 fuseerde de gemeente met Le Grand-Abergement, Hotonnes en Le Petit-Abergement tot de commune nouvelle Haut Valromey. Hoewel alleen Songieu tot het arrondissement Belley behoorde en de overige drie gemeenten tot het arrondissement Nantua werd de nieuwe gemeente opgenomen in het arrondissement Belley.

## Geografie
De oppervlakte van Songieu bedraagt 20,2 km², de bevolkingsdichtheid is 5,9 inwoners per km².
De onderstaande kaart toont de ligging van Songieu met de belangrijkste infrastructuur en aangrenzende gemeenten.

## Demografie
Onderstaande figuur toont het verloop van het inwonertal (bron: INSEE-tellingen).
Vanwege een beveiligingsprobleem met de MediaWiki Graph-software is het momenteel niet mogelijk deze grafiek weer te geven. Zodra de software is bijgewerkt zal de grafiek vanzelf weer zichtbaar worden.
Le Grand-Abergement · Hotonnes · Le Petit-Abergement · Ruffieu · Songieu